# 荔联街道
荔联街道，是中华人民共和国广东省广州市黄埔区下辖的一个乡镇级行政单位。2018年6月予以撤消。

## 行政区划
荔联街道下辖以下地区：
沧联社区。